# Список православных храмов Владимирской области

## Александровский район
1. Арсаки п. : Смоленско-Зосимова пустынь XVII-нач XX в.
2. Афанасьево д. : Церковь Иоанна Богослова 1802 г.
3. Балакирево п. : Церковь Рождества Пресвятой Богородицы 2003—2005 гг.
4. Большие Вески д. : Богородице-Рождественская церковь 1819 г.
5. Большое Каринское с. : Церковь Иоанна Предтечи 1817 г.
6. Волохово д. : Церковь святых Бориса и Глеба 1815 г.
7. Годуново с. : Михаило-Архангельская церковь 1809—1819 гг.

1. Горки д.(Майский с.о): — Храм Троицы Живоначальной (1827 год), закрыт в 1940-х гг., постепенно разрушается.
2. Григорово д.(Лизуновский с.о) : Ильинская церковь 1808—1815 гг.
3. Долгополье с. : Церковь Троицы Живоначальной (1842—1858 гг.)
4. Зиновьево с. : Церковь Покрова Пресвятой Богородицы (1788—1794 гг.)
5. Ирково с. : Введенская церковь 1880 г.
6. Лукьянцево д. : Пустынь Свято-Лукианова (мужской монастырь)
7. Махра с. : Храм Преподобного Стефана Махрищского
8. Махра с. : Надвратный Храм Преподобного Сергия Радонежского
9. Махра с. : Приходская церковь
10. Махра с. : Свято-Троицкий Стефано-Махрищкий женский монастырь
11. Мошнино с. : Покровская церковь 1820 г.
12. Никольское д. : Никольская церковь 1831 г.
13. Нововоскресенское д. : Воскресенская церковь 1861—1865 гг.
14. Новоселка с.(Андреевский с.о.) : Христорождественская церковь 1826 г.
15. Полиносово д. : Церковь Николая Чудотворца 1786—1790 гг.
16. Рюминское с. : Церковь Тихвинской иконы Божией Матери 1806—1808 гг.
17. Старая Слобода с. : Церковь Казанской иконы Божией Матери 1696—1698 гг.
18. Степаниха д.(Майский с.о.) : Церковь Казанской иконы Божией Матери 1839 г.
19. г. Александров Красный переулок 2 корп. Боголюбовский храм: Храм Боголюбовской иконы Божией матери 1800 г.
20. г. Александров Музейный пр.(Александрова Слобода) : Надвратная церковь Феодора Стратилата 1682—1890 гг.
21. г. Александров Музейный пр.(Александрова Слобода) : Распятская церковь-колокольня и Марфины палаты 1565 г.
22. г. Александров Музейный пр.(Александрова Слобода) : Успенский собор 1565 г.
23. г. Александров Музейный пр.(Александрова Слобода) : Покровская церковь XVI—XVII вв.
24. г. Александров Музейный пр.(Александрова Слобода) : Сретенская церковь XVII в. .
25. г. Александров Музейный пр.(Александрова Слобода) : Троицкий (Покровский) собор (1513 г.) .
26. г. Александров Музейный пр.(Александрова Слобода) : Свято-Успенский епархиальный женский монастырь XVI—XIX вв. .
27. г. Александров Садово-Огородная улица 2а корп. Преображенская цер.: Преображенская церковь 1743—1804 г. .
28. г. Александров Советская улица 12 корп. Рождественский собор: Собор Рождества Христова
29. г. Струнино Адреса нет : Преображенская церковь г. Струнино
30. Бакшеево с. : Дмитриевская церковь 1723, 1820, 1853 гг.
31. Чернецкое д. : Никольская церковь 1863 г.
32. Воскресенское д. : Часовня
33. Лисавы д. : Часовня Николая Чудотворца 1873 г.
34. Следнево д. : Часовня-столп д. Следнево 2-я пол. XIX века.
35. г. Александров Музейный пр.(Александрова Слобода) : Часовня-водосвятная палатка (колодезь) 1825 г. .
36. Старово д. : Часовня-столп д. Старово 2-я пол XIX века.

## Вязниковский район

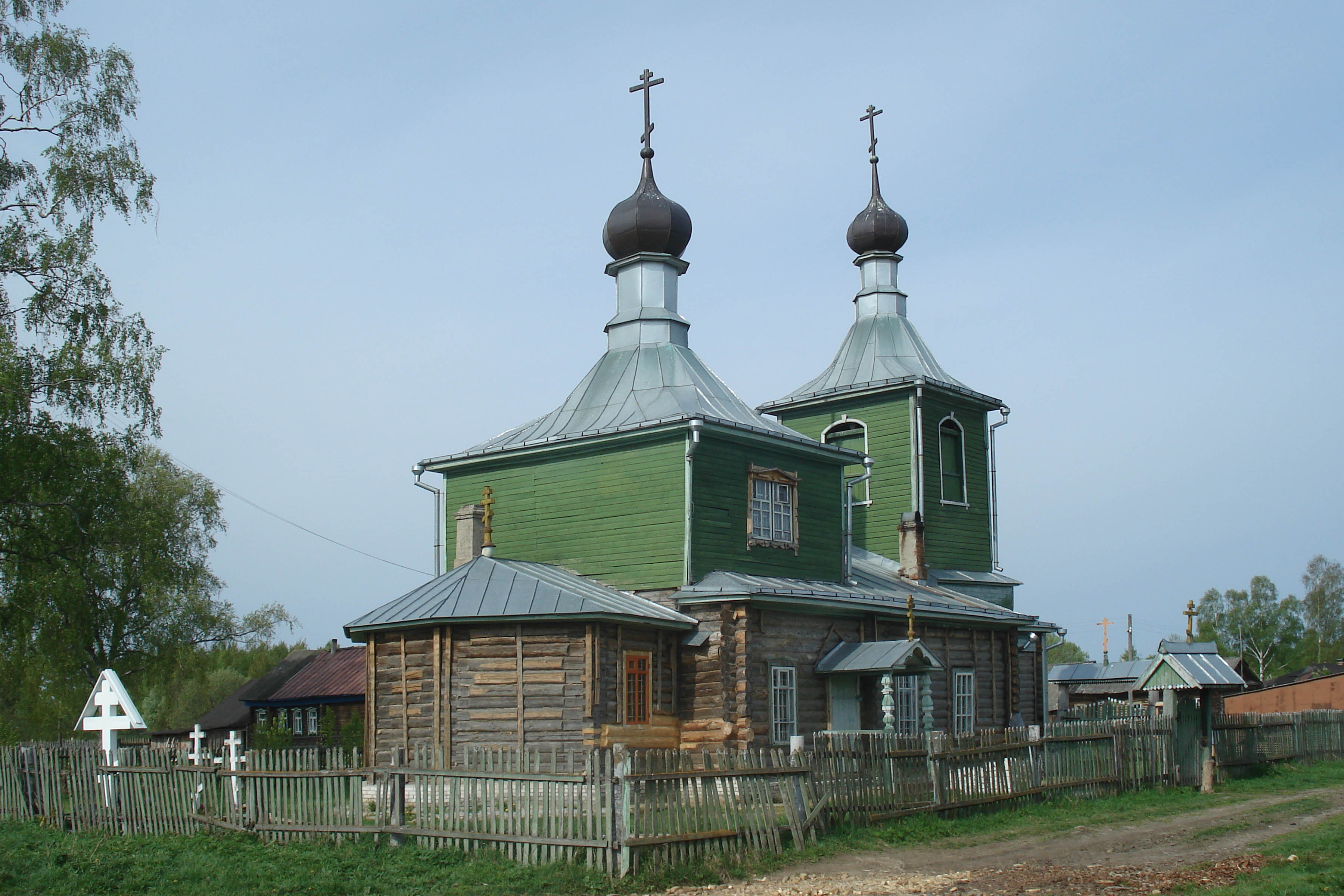
Успенская (старообрядческая) церковь в Рытово

1. Акиншино урочище : храм Пресвятой Богородицы Казанской .
2. Барское Татарово с. : Богородице-Рождественская церковь 1802 г. .
3. Войново д. : Неизвестная церковь сер. XIX в. .
4. Золотая Грива д. : Борисоглебская церковь 1840 г. .
5. Малые Липки с. : Церковь Смоленской иконы Божией Матери 1804 г. .
6. Мстера ст. : Церковь на ст. Мстера .
7. Нагуево д. : Покровская церковь 1869 г. .
8. Налескино с. : Церковь Стефана Пермского 1792—1805 гг. .
9. Налескино с. : церковь Казанской иконы Божией Матери 1754 деревянная .
10. Николо-Дебри погост : Никольская церковь 1812—1825 гг. .
11. Никологоры п. : Христорождественская церковь 1790 г. .
12. Никологоры п. : Никольская церковь 1714 г. .
13. Никологоры п. : Неизвестная колокольня 1675—1725 гг. .
14. Никологоры п. : Церковь Спаса Преображения с колокольней 1807 г. .
15. Пески д. : Неизвестная церковь
16. Пировы-Городищи с. : Сергиевская церковь 1806 г. .
17. Рытово д. : Успенская церковь XIX в. (старообрядческая) .
18. Сарыево с. : Михаило-Архангельская церковь 1819 г. .
19. Сеньково п. : Церковь Иоанна Богослова 1809 г. .
20. Сергиевы-Горки с. : Сергиевская церковь XIX в. .
21. Станки д. : Успенская церковь 1819 г. .
22. Троицкое Татарово с. : Церковь Рождества Пресвятой Богородицы (Покровская церковь) 1789 г. .
23. Успенский Погост д. : Успенская церковь 1826 г. .
24. Успенский Погост д. : Троицкая церковь XVIII в. .
25. Шустово д. : Церковь Дмитрия Солунского 1798—1809 гг. .
26. г. Вязники Горького улица 10 корп. Крестовоздвиженская: Кресто-Воздвиженский храм 1794 г. .
27. г. Вязники Киселева улица 38 корп. Троицкая церковь: Троицкая церковь 1756 г. с колокольней .
28. г. Вязники Мочалова улица 2а корп. Покровская церковь: Покровская церковь 1806 г. .
29. г. Вязники Музейный проезд : Ансамбль Благовещенского монастыря XVII—XIX вв. .
30. г. Вязники Музейный проезд : Келейный корпус Благовещенского монастыря .
31. г. Вязники Музейный проезд : Благовещенский собор с колокольней 1683—1689 гг. .
32. г. Вязники Музейный проезд : Всехсвятская церковь 1794 г. .
33. г. Вязники Пролетарская Горка улица 3 корп. Введенская церковь: Введенская церковь кон. XVII в. — 1887 г. .
34. п. Мстера Ленина площадь 12 корп. Богоявленский мон.: Богоявленский монастырь .
35. п. Мстера Ленина площадь 12 корп. Богоявленский мон.: Богоявленский собор (1687 г.) .
36. п. Мстера Ленина площадь 12 корп. Богоявленский мон.: Церковь Владимирской Божией Матери 1734 г. .
37. п. Мстера Ленина площадь 14 корп. Женский монастырь: Церковь Иоанна Милостливого 1809 г. — Мстерский женский монастырь
38. п. Мстера Ленина площадь 14 корп. Женский монастырь: Мстерский женский монастырь
39. Ступины Деревеньки с. : Никольская церковь 1809 г.
40. п. Мстера Ленинградская улица 60 корп. Никольский Храм: Никольская церковь 1884 г.
41. Жары д. : Неизвестная часовня конца XIX начала XX века .
42. Коровино д. : Неизвестная часовня (1875—1915) .
43. Пировы-Городищи с. : Часовня на главной улице с. Пировы-Городищи .
44. Сергиевы-Горки с. : Неизвестная часовня при церкви Сергия Радонежского 1875—1910 гг. .
45. Сингерь д. : часовня Александра Невского кон. XIX в. .
46. Степанцево п. : Неизвестная часовня
47. Ямки д. : Неизвестная часовня в д. Ямки
48. г. Вязники Ефимьево улица : Часовня в Ефимьево
49. г. Вязники Соборная площадь : Часовня Воздвижения Креста Господня 1875—1910 гг. .
50. Октябрьский п. : Часовня в честь Иоанна Богослова

## Гороховецкий район
1. Вознесенский погост : Церковь Вознесения Господня 1819 г. .
2. Гришино с. : Покровская церковь1847 г. .
3. Знаменский монастырь : Знаменский женский епархиальный монастырь XVII—XVIII вв.
4. Кожино д. : Ильинская церковь 1760 г., 1772 г. .
5. Тимирязево д. : Церковь Михаила Архангела Архангельского погоста 1737 г. .
6. Тимирязево д. : Церковь Троицы Живоначальной Архангельского погоста 1899 г. .
7. Фоминки с. : Церковь Казанской иконы Божией матери .
8. Фоминки с. : Неизвестная часовня 1890—1910 гг. .
9. г. Гороховец Московская улица 72 корп. Казанская церковь: Церковь Казанской иконы Божией Матери 1708 г.
10. г. Гороховец Пролетарская улица 12 корп. Никольский монастырь: Николо-Троицкий мужской монастырь
11. г. Гороховец Пролетарская улица 12 корп. Никольский монастырь: Троицкий собор 1681—1686 гг.
12. г. Гороховец Пролетарская улица 12 корп. Никольский монастырь: церковь Иоанна Лествичника с настоятельским корпусом 1710 г.
13. г. Гороховец Советская улица 3 корп. Сретенский м-р: Сретенский собор 1689 г.
14. г. Гороховец Советская улица 3 корп. Сретенский м-р: Свято-Сретенский женский епрахиальный монастырь XVII—XIX вв.
15. г. Гороховец Советская улица 3 корп. Сретенский м-р: Сергиевская церковь кон. XVII в.
16. г. Гороховец Советская улица : Воскресенская церковь посл. четв. XVII в.
17. г. Гороховец Школьный переулок 5 корп. Исторический музей: Церковь Иоанна Предтечи 1-я четв. XVIII в.
18. г. Гороховец Школьный переулок 5 корп. Исторический музей: Благовещенский собор 1700 г.
19. Быстрицы с. : Церковь Боголюбовской иконы Божией Матери 1743 г.,1868 г.
20. Егорий д. : Троицкая церковь XVIII в.
21. Фоминки с. : Неизвестная часовня 1890—1910 гг. .
22. г. Гороховец Школьный переулок 5 корп. Исторический музей: Часовня 1887 г.

## Гусь-Хрустальный район
1. Анопино п. : храма Покрова Пресвятой Богородицы .
2. Великодворский п. : Церковь Елисаветы 1875—1900 гг. .
3. Великодворье с. : Пятницкая церковь 1924 г. .
4. Вёшки с. : Вознесенская церковь 1832—1850 гг. .
5. Григорьево с. : Крестовоздвиженская церковь 2-я пол. XIX в. .
6. Губцево с. : Пятницкая церковь 1848—1849 гг. .
7. Дубасово с. : Церковь Казанской иконы Божией Матери 1863 г. .
8. Емельяновский погост : церковь Успения Пресвятой Богородицы 1879 г. .
9. Заколпье с. : Христорождественская церковь 1837 г. .
10. Золотково п. : Богородице-Рождественский храм .
11. Иванищи : Церковь Покрова Пресвятой Богородицы 19 век. .
12. Колпь с. : церковь во имя Всех святых земли Владимирской просиявших 1989 г. .
13. Крюково с. : Успенская церковь 1777—1781 гг. .
14. Курлово г. Центральная улица 86 корп. : Храм Церковь Серафима Саровского 1990—2005 гг. .
15. Листвинский погост (с. Листвено) : Воскресенская церковь 1804, 1845—1847 гг. .
16. Нарма с. : Воздвиженская церковь XIX в. .
17. Николополье д. : Никольская церковь 1818—1822 гг. .
18. Палищи с. : Ильинская церковь нач. XIX в. .
19. Покрово-Башевский погост : Покровская церковь 1825 г.
20. Тащилово с. : Свято-Никольский храм 1902 г. .
21. Тихоново д. : Храм Воскресения Христова 1866—1868 гг. .
22. Цикуль с. : Преображенская церковь 1812—1815 гг. .
23. Эрлекс с. : Троицкая церковь 1825—1868 гг. .
24. г. Гусь-Хрустальный Калинина улица 2а корп. Георгиевский собор: Геогиевский собор 1892—1903 гг. .
25. г. Гусь-Хрустальный Люксембургская улица 3 корп. Свято-Троицкий храм: Церковь (Свято-Троицкий храм) Иоакима и Анны 1810—1816
26. г. Гусь-Хрустальный Народная 2-я улица : Храм-Часовня Свято Варваринский
27. г. Гусь-Хрустальный Интернациональная улица 52: Церковь Сергия Радонежского
28. г. Гусь-Хрустальный Народная 2-я улица : Храм-Часовня Свято Варваринский

## Камешковский район
1. Веретьево урочище : Церковь Смоленской Божией Матери (1802 г.)
2. Воскресенское с. : Воскресенская церковь 1794 г. .
3. Второво с. : Михаило-Архангельская церковь 1689 г. .
4. Гатиха с. : Церковь Грузинской иконы Божией Матери сер. XIX в. .
5. Глазово д. : Покровская церковь 1834 г. .
6. Горки с. : Троицкая церковь 1801 г. .
7. Давыдово с. : Преображенская церковь 1841 г. .
8. Каменово с. : Преображенская церковь XIX—XX вв. .
9. Коверино с. : Крестовоздвиженская церковь 1791 г. .
10. Краснознаменский п. : Церковь Грузинской иконы Божией Матери 1831 г.
11. Круглово с. : Никольская церковь 1872 г. .
12. Лаптево с. : Церковь Тихвинской иконы Божией Матери 1819 г. .
13. Леонтьево д. : Введенская церковь сер. XIX в. .
14. Мостцы с. : Введенская церковь 1808 г. .
15. Нестерково д. : Церковь Казанской иконы Божией Матери XIX в. .
16. Палашкино д. : Церковь Казанской иконы Божией Матери 1862 г. .
17. Патакино д. : Троицкая церковь 1824 г. .
18. Придорожный п. : Церковь Дмитрия Солунского 1812 г. .
19. Придорожный п. : Церковь Рождества Пресвятой Богородицы (Владимирская женская община) 1912 г. .
20. Ряхово с. : Троицкая церковь 1861 г. .
21. Старая Никола погост : Церковь Казанской иконы Божией Матери 1817 г. .
22. Старая Никола погост : Архитектурный ансамбль Никольской Казанской церквей .
23. Старая Никола погост : Никольская церковь 1791 г. (холодная) .
24. Тынцы с. : Ильинская церковь 1868 г. .
25. Усолье с. : Церковь Казанской иконы Божией Матери 1808 г. .
26. Фомиха с. : Церковь Казанской иконы Божией Матери 1830 г. .
27. Чистуха с. : Троицкая церковь 1772 г. .
28. Эдемское с. : Всехсвятская церковь 1691 г. .
29. г. Камешково Карла Либкнехта улица 1 корп. Свято-Вознесенский храм 1906 г. .
30. Байково д. : неизвестная часовня нач. XX в. .
31. Берково д. : часовня Иконы Божией Матери (Неопалимая Купина) 2009 г. .
32. Высоково д. : Неизвестная часовня 2003 г. .
33. Кижаны д. : Неизвестная часовня 2003 г. .
34. Куницыно д. : Неизвестная часовня 2004 г. .
35. Курменево д. : Неизвестная часовня нач. XX в. .
36. Макариха д. : Неизвестная часовня кон. XIX — нач. XX вв .
37. Мокеево д. : часовня Иконы Божией Матери (Неопалимая Купина) 1905 г. .
38. Новая Быковка д. : Неизвестная часовня XIX в. на кладбище д. Новая Быковка .
39. Новки пгт. : Часовня Александра Невского XIX в. .
40. Семенигино д. : Неизвестная часовня кон. XIX нач. XX вв. .
41. Тереховицы д. : часовня в д. Тереховицы
42. Усолье с. : часовня-столп 2 пол. XIX в. .
43. Юрятино д. : Неизвестная часовня кон. XIX в. .
44. Пигасово д. : Неизвестная часовня 1900—1910 гг.

## Киржачский район
1. Архангельский погост с. : Михаило-Архангельская церковь 1814 г. .
2. Барсово п. : церковь святого благоверного князя Александра Невского (строящаяся) .
3. Василево д. : строящаяся церковь в д. Васильево .
4. Горка п. : Успенская церковь .
5. Ельцы п. : Церковь Покрова Пресвятой Богородицы 1748 г. .
6. Заречье с. : Церковь Казанской иконы Божией Матери (1881—1889 гг.) .
7. Знаменское д. : Церковь иконы Божией Матери «Знамение» 1834 г. .
8. Ильинское д. : Георгиевская церковь 1810 г.,1823 г.
9. Кашино с. : Церковь Пантелеимона 1910 г.
10. Мележа д. : Часовня Рождества Пресвятой Богородицы (2001 и 2004 гг.) .
11. Никифорово д. : строящаяся церковь .
12. Новоселово с. : Церковь Андрея Первозванного на Андреевском погосте .
13. Скоморохово д. : Никольская церковь 1830—1863 гг. .
14. Смольнево д. : Преображенская церковь 1737 г. .
15. Федоровская д. : Церковь Вознесения Господня — Борисоглебский погост (1810—1828 гг.)
16. Фетиново д. : Никольская церковь .
17. Филипповское с. : Никольская церковь 1821 г.
18. Хмелево д. : Успенская церковь-колокольня .
19. Хмелево д. : Скорбященский монастырь
20. Хмелево д. : Скорбященская церковь 1903 г.
21. г. Киржач Гагарина улица 27 корп. Благовещеский мон.: Свято-Благовещенский Киржачский женский монастырь XVI—XVII вв .
22. г. Киржач Гагарина улица 27 корп. Благовещеский мон.: Всехсвятская церковь с колокольней 1865—1866 гг. .
23. г. Киржач Гагарина улица 27 корп. Благовещеский мон.: Благовещенский собор XVI в. .
24. г. Киржач Гагарина улица 27 корп. Благовещеский мон.: Спасская церковь-колокольня .
25. г. Киржач Гагарина улица 27 корп. Благовещеский мон.: церковь Романа Киржачского
26. г. Киржач Набережная улица 11 корп. Никольская церковь: Никольская церковь на Селивановой горе 1764 г.,1836 г.,60-е гг. XIX в.
27. г. Киржач Сосновая улица : Церковь Святого Николая Чудотворца в Заболотье 1846 г.

1. Дубровка д. : часовня XIX в. .
2. Ефремово д. : Неизвестная часовня XIXв (ул. Центральная) .
3. Заречье с. : Неизвестная часовня (1990—2005 гг.) .
4. Заречье с. : Неизвестная часовня (1890—1900 гг.) .
5. Захарово д. : Часовня .
6. Илейкино д. : Неизвестная часовня .
7. Климково д. : Неизвестная часовня .
8. Красный Огорок д. : Неизвестная часовня (2000—2005 гг.)
9. Кудрино д. : Неизвестная часовня .
10. Мележа д. : Часовня Рождества Пресвятой Богородицы (2001 и 2004 гг.) .
11. Новинки д. : д. Новинки Часовня 2000/2005 гг. .
12. Петряево д. : Неизвестная часовня (1880—1900 гг.)
13. Старово д. : Неизвестная часовня
14. Тельвяково д. : Свято-Казанская часовня (90-е годы 19 века)
15. Трусково д. : неизвестная часовня .
16. г. Киржач Гагарина улица 27 корп. Благовещеский мон.: Надкладезная часовня Благовещенского монастыря .
17. Головино д. : Поклонный Крест .

## Ковровский район
1. Алачино с. : Никольская церковь 1808—1810 гг. .
2. Большие Всегодичи с. : Успенская церковь XVIII—XIX вв. .
3. Великово с. : Благовещенская церковь 1808 г. .
4. Венец погост : Церковь Спаса Преображения 1820 г. .
5. Иваново с. : Богородице-Рождественская церковь 1833 г. .
6. Клязьминский Городок с. (г. Стародуб) : Покровская церковь с колокольней .
7. Крутово с. : Благовещенская церковь 1778—1780 гг. .
8. Кувезино д. : Никольская церковь 1822 г. .
9. Любец с. : Свято-Успенский храм 80-годы XIX в. .
10. Малые Всегодичи с. : Богородице-Рождественская церковь 1797 г. .
11. Малышево с. : Церковь Казанской иконы Божией Матери 1798 г. .
12. Маринино с. : Покровская церковь 1808 г. .
13. Марьино с. : церковь Похвалы Богородице 1791 г. .
14. Медуши урочище (погост) : Богородице-Рождественская церковь 1820—1854 гг. .
15. Милиново с. : Никольская церковь 1715—1799 гг. .
16. Новое с. : Никольская церковь 1829 г. .
17. Овсянниково д. : Церковь Казанской иконы Божией Матери 1822—1826 гг. .
18. Осипово с. : Церковь Дмитрия Солунского 1803 г. .
19. Павловское с. : Воскресенская церковь 1824 г. .
20. Пантелеево с. : Вознесенская церковь 1802 г. .
21. Петровское д. : Петропавловская церковь 1851 г. .
22. Пустынка д. :Церковь Владимирской иконы Богоматери 1806 г. .
23. Русино с. : Богородице-Рождественская церковь 1882 г. .
24. Санниково с. : Троицкая церковь 1836 г. .
25. Смолино п. : Вознесенская церковь 1829 г. .
26. Смолино п. : Михаило-Архангельская церковь 1855 г. .
27. Троицко-Никольское с. : Никольская церковь 1796 г. .
28. Хватачево д. : Церковь Боголюбовской иконы Божией Матери 1867 г. .
29. Якимово погост : Покровская церковь 1829 г. .
30. г. Ковров Володарского улица : Христо-Рождественский собор 1778 г.
31. г. Ковров Комсомольская улица : Церковь Благовещения Пресвятой Богородицы 2004—2005 гг. .
32. г. Ковров Першутова улица 28 корп. Спасо-Преображеский: Спасо-Преображенский собор 1884 г.
33. г. Ковров Першутова улица : церковь Иоанна Воина 1810—1827 гг.
34. Пустынка д. : Церковь Владимирской иконы Божией Матери 1806 г.
35. г. Ковров Борцов 1905 года улица 2а корп. Храм: Храм Федоровской иконы Божией матери 1875—1900 гг.

1. Дмитриево д. : Часовня (приблизительно 1890—1910 гг.) .
2. Крячково д. : неизвестная часовня 2003—2005 гг. .
3. Малые Всегодичи с. : неизвестная часовня 2003—2005 гг. .
4. Малышево с. : часовня Георгия Победоносца 2000—2004 гг. .
5. Юдиха д. : Часоввня
6. Бабурино д. : Часовня-столп кон. XIX в.
7. Мелехово п. : Часовня-столп кон. XIX в.
8. г. Ковров Набережная улица : Часовня кон. XIX в.

## Кольчугинский район
1. Алексино с. : Введенская церковь 1872 г.
2. Бавлены с. : Богоявленская церковь 1810 г. фото Булановой Т. Е.
3. Благовещенский Погост урочище : Знаменская церковь 1751 г. .
4. Благовещенский Погост урочище : Благовещенская церковь 1501 г. .
5. Большое Забелино д. : Воскресенская церковь 1807 г. .
6. Давыдовское с. : Свято-Покровский храм 1741 г.
7. Дмитриевский погост д. : Свято-Успенский храм Дмитриевского погоста .
8. Дубки с. : Троицкая церковь 1841 г. .
9. Ельцино с. : Никольская церковь 1836 г. .
10. Ельцино с. : Успенская церковь 1819 г. .
11. Есиплево с. : Покровская церковь 1798 г.
12. Есиплево с. : Церковь Николая Чудотворца (1625—1675 г.) .
13. Завалино с. : Церковь Казанской иконы Божией Матери 1815 г. .
14. Зиновьево с. : Воскресенская церковь (1813—1869 гг.)
15. Клины с. : Покровская церковь 1777 г. .
16. Коробовщина с. : Никольская церковь 1829 г. .
17. Макарово д. : Церковь Боголюбовской иконы Божией Матери 1861 г. .
18. Новофетинино д. : Всехсвятская церковь 1842 г. .
19. Поляны д. : Екатерининская церковь .
20. Прокудино д. : (Разобрана на субботнике в мае 2007) Никольская церковь (1730—1799 гг.) .
21. Снегирево с. : Крестовоздвиженская церковь 1813 г. .
22. Флорищи с. : Свято-Введенский храм 1819 г.
23. г. Кольчугино Металлургов улица 137 корп. Церковь Покрова: Свято-Покровский храм 1792 г.
24. Кудрявцево д. : Успенская церковь 1817—1849 гг.
25. Святково с. : Крестовоздвиженская церковь 1861 г.
26. Тютьково д. : Воскресенская церковь 1841 г.
27. Флорищи с. : Неизвестная часовня (2000—2005 гг.) .
28. г. Кольчугино Карла Маркса улица 3 корп. «Электрокабель»: «Часовня в честь святых в земле Владимирской просиявших» 2004 г. (расположена на территории завода «Электрокабель»)
29. г. Кольчугино Мира улица 1 корп. 13: Часовня «Бескорыстие, Благородство, Бессмертие»
30. г. Кольчугино Победы улица : Часовня Новомучеников и Исповедников Российских 2005 г.
31. Новобусино с. : Поклонный-крест часовня Иоанна Предтечи 2006 г.

## Меленковский район
1. Архангел с. : Михаило-Архангельская церковь XVIIIв .
2. Бутылицы с. : Никольская церковь 1835—1890 гг. .
3. Верхоозерье с. : Церковь Казанской иконы Божией Матери 1825 г. .
4. Войново с. : Успенская церковь 1926 г. .
5. Воютино с. : Вознесенская церковь 1765 г. (деревянная) .
6. Григорово с. : Крестовоздвиженская церковь XIX в. .
7. Денятино с. : Церковь Казанской иконы Божией Матери 1843 г. .
8. Коровино с. : Рождественская церковь 1866 г. .
9. Кудрино с. : Николая Чудотворца (1842—1846 гг.) .
10. Ляхи с. : Спасская церковь (1802 г.) .
11. Малое Угрюмово урочище : Церковь Николая Чудотворца 1825 г. .
12. Приклон с. : Михаило-Архангельская церковь 1845 г. .
13. Просеницы д. : Казанская церковь
14. Степаньково с. : Никольская церковь 1850 г. .
15. г. Меленки Адрес неизвестен : Церковь Николы в Меленках (1672)
16. г. Меленки Калинина улица 29 корп. Никольская церковь: Свято-Никольский храм 14 октября 1997 г. .
17. г. Меленки Ленина улица : Городская колокольня 1878 г. на старом кладбище .
18. Пьянгус с. : Церковь Сергия Радонежского 1910 г.

## Муромский район
1. Благовещенское с. : Вознесенская церковь XIX в. .
2. Борисоглеб с. : Христорождественская церковь 1630—1660 гг. .
3. Боровицы с. : Никольская церковь 1866 г. .
4. Красный Бор д. : Домовая церковь частного дома (2000—2005 гг.) .
5. Лазарево с. : Михаило-Архангельская церковь XIX в.
6. Малое Юрьево д. : развалины церкви Василия Великого XIX в. .
7. Малое Юрьево д. : Неизвестная церковь (1995—2005 гг.) .
8. Молотицы с. : Успенская церковь 1754 г. .
9. Польцо с. : Михаило-Архангельская церковь XIX в. .
10. Старые Котлицы с. : Храм свт. Николая Чудотворца 1867—1879 гг. .
11. Борисово с. : Церковь Казанской иконы Божией Матери XIX в.
12. Панфилово с. : Вознесенская церковь 1791—1810 гг.
13. Чаадаево с. : Рождественская церковь 1804—1903 гг.
14. САННИКОВО С. : Преображенский храм 1864 г.
15. Лазарево с. : часовня святой Иулиании Лазаревской чудотворицы

## Петушинский район
1. Андреевское с. : церковь Святого Апостола Андрея Первозванного 1772—1779 гг. .
2. Анкудиново д. : Михаило-Архангельская церковь 1867 г. .
3. Аргуново урочище : Колокольня Аргуновского Никольского храма 1813 г.
4. Введенский монастырь п. : Ансамбль Введенского-Островского монастыря XIX в.
5. Введенский монастырь п. : Введенский собор 1894 г.
6. Введенский монастырь п. : Никольская церковь 1885 г.
7. Воскресенье д. : Воскресенская церковь 1818—1827 гг.
8. Воспушка д. : Церковь Иерусалимской иконы Божией Матери 1771 г. .
9. Иваново д. : Церковь Тихвинской иконы Божией Матери 1816 г.
10. Караваево д. : Успенская церковь 1730 г. .
11. Караваево д. : Петропавловская церковь 1864 г. .
12. Караваево д. : храм преподобного Серафима, Саровского Чудотворца 1950 г. .
13. Крутово д. : храм в честь святых ЖЕН-МИРОНОСИЦ 2003 г.
14. Леоново д. : Богоявленская церковь построена в 1820—1825 гг.
15. Марково с. : Церковь Казанской иконы Божией Матери 1902 г. .
16. Новый Спас с. : Спасо-Преображенская церковь XIX в. .
17. Овчинино д. : Никольская церковь (1800—1825 гг.)
18. Рощино д.(быв.с. Матренино) : Церковь Воскресения Христова в Матренино 1-я пол. XIX в.
19. Санино д. : Церковь Черниговской иконы Божией Матери 1890 г.
20. Старое Перепечино д. : Часовня Царственных мучеников и страстотерпцев 1913 г. .
21. г. Костерево Адреса нет : Архитектурный ансамбль Крестовоздвиженской и Троицкой церквей (1815—1836)
22. г. Костерево Адреса нет : Крестовоздвиженская церковь с колокольней 1815 г.
23. г. Костерево Адреса нет : Троицкая церковь 1836 г.
24. г. Петушки Вокзальная улица : храм в честь св. Афанасия Ковровского
25. г. Петушки Кибереевский переулок 2 корп. Успенская церковь: Успенская церковь 1910 г. .
26. г. Покров Герасимова улица : Покровская церковь конец XVIII века
27. Головино д. : Троицкая церковь 1881 г.
28. Городищи п. : храм в честь св. вмч. Пантелеимона
29. Ирошниково д. : Церковь Казанской иконы Божией Матери XIX в.
30. Барсково д. : Неизвестная часовня (1890—1900 гг.)
31. Дубровка д. : новоявленная часовня во имя Спаса Нерукотворного 2005 г.
32. Костино д. : Часовня Троицы Живоначальной 1912 г. .
33. Крутово д. : часовня в честь священномученика Власия
34. Абросово д. : деревянная часовня в д. Абросово
35. Старое Перепечино д. : Часовня Царственных мучеников и страстотерпцев 1913 г. .
36. Воспушка д. : Часовня XIX в.
37. Сушнево-1 п. : Часовня 2-я пол. XIX в.

## Селивановский район
1. Драчево с. : Церковь Казанской иконы Божией Матери 1847 г. .
2. Дуброво с. : Троицкая церковь 1838 г. .
3. Ильинское с. : Церковь Илии пророка 1825 г. .
4. Копнино д. : Неизвестная церковь 1850—1900 гг. .
5. Курково д. : Руины неизвестной церкви (1800 и 1860 гг.) .
6. Малышево с. : Церковь Николая Чудотворца 1847 г. .
7. Никулино с. : Спасская церковь 1777 г. .
8. Спас-Железино урочище : Церковь Спаса Преображения 1800—1825 гг. .
9. Троицко-Колычево д. : Церковь Троицы Живоначальной 1815—1875 гг. .
10. Тучково с. : Церковь Владимирской иконы Божией Матери 1874 г. .
11. Шульгино д. : Церковь Успения Пресвятой Богородицы XIX в. .
12. п. Красная Горбатка Трудовая улица 23 корп. Церковь Спаса: храм Спаса Нерукотворного
13. Захарово с. : Церковь Иоанна Богослова 1724 г.

1. п. Красная Горбатка Пролетарская улица 3а корп. Часовня: Часовня Святителя Николая Чудотворца 2000—2005 гг.

## Собинский район
1. Алепино с. : Покровская церковь 1850 г. .
2. Арбузово с. : Троицкая церковь 1829 г. .
3. Бабаево с. : Михаило-Архангельская церковь 1683 г. с Колокольней 1821 г. .
4. Березники с. : Георгиевская церковь XIX век. .
5. Буланово д. : Церковь Владимирской иконы Божией Матери конец XIX начало XX века. .
6. Волосово с. : Николо-Волосовский епархиальный женский монастырь .
7. Волосово с. : церковь во имя св. Николая Чудотворца (Никольская) 1727 г. .
8. Волосово с. : Покровская надвратная церковь 1763 г. .
9. Волосово с. : Церковь Сергия Радонежского .
10. Ворша с. : Свято-Троицкий Александра Невского храм 1832 г.
11. Глухово с. : Ильинская церковь с колокольней 1843 г. .
12. Жерехово с. : церковь Боголюбовской иконы Божией Матери 1869 г. .
13. Жерехово с. : Сергиевская церковь .
14. Заречное с.(быв. с. Перники) : Свято-Богоявленский храм 1884 г.
15. Карачарово с. : Успенская церковь 1837 г. .
16. Омофорово с.: Свято-Покровский храм 1769 г. .
17. Осовец с.: Свято-Покровский храм 1871 г. .
18. Ратмирово с. : Троицкая церковь 1834 г. .
19. Рождествено с. : церковь Рождества Христова 1809 г. .
20. Семеновское с. : церковь Казанской иконы Божией Матери 1793—1841 гг. .
21. Ставрово п. : Успенская церковь 1798 г. .
22. Устье с. : Никольская церковь 1802—1805 гг. .
23. Фетинино д. : Троицкая церковь 1763 г. .
24. Черкутино с. : Колокольня Богородице-Рождественской церкви 1802 г.
25. Черкутино с. : Церковь Николая Чудотворца 1736 г. .
26. Чурилово д. : церковь Тихвинской иконы Божией Матери 1817, 1872 гг. .
27. Юрово д. : Никольская церковь 1823 г. .
28. г. Лакинск Ундол улица : Церковь Казанской иконы Божией Матери 1693 г.
29. г. Собинка Ленина улица 5: Храм Воскресения Христова 1884 г.
30. г. Собинка Парковая улица 1а корп. Церковь: Церковь Державной иконы Божией Матери
31. Калитеево с. : Михаило-Архангельская церковь 1787 г.
32. Пушнино с. (Шувалиха) : церковь Боголюбовской иконы Божией Матери кон. XIX века.
33. Ворша с. : Часовня Александра Невского 2005 г.
34. Ельтесуново с. : Галатская часовня 2003—2004 гг. .
35. Ермонино д. : часовня в д. Ермонино XIX век. .
36. Юрово д. : Часовня у Никольской церкви .
37. г. Лакинск Суворовская Дача улица : Часовня городского Лакинского кладбища 2001 г.

## Судогодский район
1. Александрово с. : храм благоверного князя Александра Невского 1794 г.
2. Борисоглеб с. : церковь Казанской иконы Божией Матери.
3. Воровского п. : Храм в честь иконы Божией Матери «Достойно есть»
4. Гладышево д. : храм Преображения Господня.
5. Головино п. : храм св. Анастасии Узорешительницы в женской колонии
6. Головино п. : храм в честь Амвросия Оптинского 2005 г.
7. Димитриевский погост : храм Димитрия Солунского 1827 г.
8. Дубёнки д. : храм Вознесения Господня
9. Замаричье с. : храм Иоанна Богослова
10. Заястребье с. : храм Живоначальной Троицы.
11. Картмазово с. : храм Воскресения Христова
12. Ликино с. : Богородице-Рождественский храм 1784 г.
13. Мошок с. : Богородице-Успенский храм 1802
14. Муромцево п. : Храм Святой мученицы царицы Александры 1899 г.
15. Ново Николаевское с. : Сретенский храм.
16. Погребищи д. : Свято-Троицкий храм (Живоначальной Троицы) 1758 г.
17. Спас-Беседа с. : храм Преображения Господня
18. Спас-Купалище с. : Колокольня Преображенского храма
19. Спас-Купалище с. : подворье Свято-Боголюбского женского монастыря
20. Спас-Купалище с. : Храм Преображения Господня
21. Старинский погост с. : Воскресенская церковь 1824 г.
22. Улыбышево п.(ст.) : Всехсвятская кладбищенская церковь 2005 г.
23. Чамерево с. : храм Преображения Господня
24. Языково с. : храм Николая Чудотворца
25. г. Судогда Ленина улица 30а корп. Екатерининский собор: Екатерининский собор 1814 г.
26. г. Судогда Советский Малый переулок : Церковь Александра Невского 1870 г.
27. Андреево п. : Свято-Андреевский храм-часовня
28. Бахтино д. : Часовня в деревне Бахтино
29. Ильино д. : строящаяся часовня в честь праведного Петра Великодворского
30. Лобаново д. : часовня Флора и Лавра

## Суздальский район
1. Абакумлево с. : архитектурный ансамбль Михаило-Архангельской и Троицкой церквей .
2. Абакумлево с. : Троицкая церковь 1778 г. .
3. Абакумлево с. : Михаило-Архангельская церковь 1758 г. .
4. Барское Городище с. : Троицкая церковь 1792 г. (столовая спецшколы-интерната) .
5. Баскаки с. : Богородице-Рождественская церковь с колокольней 1868 г. .
6. Богослово с. : церковь Иоанна Богослова с колокольней 1833 г. .
7. Большое Борисово с. : Ансамбль Никольской церкви с колокольней и Скорбященской церкви .
8. Большое Борисово с. : Никольская церковь 1800 г. .
9. Большое Борисово с. : Скорбященская церковь 1839 г. .
10. Борисовское с. : церковь Василия Великого с колокольней 1835 г. .
11. Брутово с. : Никольская церковь с колокольней (1802 г.) .
12. Васильково с. : Ильинская церковь с колокольней 1868 г. .
13. Весь с. : Михаило-Архангельская церковь 1765, 1817 гг. .
14. Весь с. : храм во имя св. благоверного Великого Князя Александра 1867 (1865?) .
15. Воскресенская Слободка с. : Воскресенская церковь с колокольней (1743) .
16. Вышеславское с. : Ансамбль Крестовоздвиженской церкви 1806 г. и Никольской церкви 1816 г. .
17. Вышеславское с. : Крестовоздвиженская церковь 1806 г. .
18. Вышеславское с. : Никольская церковь 1816 г. .
19. Гавриловское с. : церковь зачатия Иоанна Крестителя 1799 г. .
20. Гавриловское с. : Ансамбль церкви зачатия Иоанна Крестителя и Богоявленской церкви XVIII—XIX вв. .
21. Гавриловское с. : Богоявленская церковь 1823 г. .
22. Глебовское с. : Богоявленская церковь (1796 г.) .
23. Гнездилово с. : Ансамбль Никольской церкви и церкви Фёдора и Иоанна XIX в. .
24. Гнездилово с. : церковь Фёдора и Иоанна 1857 г. .
25. Гнездилово с. : Никольская церковь 1824 г. .
26. Головенцино с. : Воскресенская церковь 1807 г. .
27. Горицы с. : Преображенская церковь с колокольней 1857 г. .
28. Добрынское с. : Преображенская церковь с колокольней 1808—1856 гг. .
29. Заполицы с. : Церковь Федора Тирона XIX в. .
30. Ивановское с. : Михаило-Архангельская церковь 1760 г. .
31. Ивановское-Шуйское урочище : Троицкая церковь 1778 г. .
32. Кибол с. : церковь Флора и Лавра 1803 г. .
33. Кибол с. : Никольская церковь 1750 г. .
34. Кидекша с. : церковь Бориса и Глеба (1152) в Кидекше .
35. Кидекша с. : Церковь св. Стефана (1780 г.)
36. Кидекша с. : Монастырские Святые ворота. XVIII век
37. Кидекша с. : Шатровая колокольня (XVIII в.)
38. Кидекша с. : Борисоглебский монастырь .
39. Кистыш с. : церковь Василия Великого 1793 г. .
40. Клементьево с. : Покровская церковь с колокольней 1796, 1888 г. .
41. Константиново с. : церковь Константина и Елены (холодная) 1816 г. .
42. Константиново с. : Михаило-Архангельская (теплая) церковь 1856 г. .
43. Константиново с. : Ансамбль Михаило-Архангельской церкви и церкви Константина и Елены .
44. Крапивье с. : Георгиевская церковь 1797 г. .
45. Кутуково с. : Никольская церковь 1833 г. .
46. Лемешки с. : Вознесенская церковь с колокольней 1808, 1824 гг. .
47. Лопатницы с. : Никольская церковь 1797 г. .
48. Ляховицы с. : Борисоглебская церковь 1863 г. .
49. Малахово с. : Неизвестная церковь в с. Малахово .
50. Мало-Борисково с. : Троицкая церковь вторая половина XIX в. .
51. Менчаково с. : Богородице-Рождественская церковь 1795 г. .
52. Мордыш с. : Никольская церковь с колокольней начало XIX в. .
53. Никульское с. : Никольская церковь 1828 г. .
54. Новгородское с. : Воскресенская церковь 1831 г. .
55. Новоалександрово с. : Церковь Александра Невского конец XIX в.
56. Новое село : Ильинская церковь 1831 г.
57. Новокаменское с. : Покровская церковь 1814 г. .
58. Новоселка-Нерльская с. : Воскресенская церковь с колокольней 1795 г. .
59. Обращиха с. : церковь Иоанна Предтечи 1825 г. .
60. Овчухи с. : Богородице-Рождественская церковь с колокольней 1848 г. .
61. Оликово с. : Церковь Иоанна Богослова 1728 г. .
62. Омутское с. : церковь Ефрема Сирина с колокольней 1755 г. .
63. Ославское с. : Никольская церковь с колокольней и сторожкой 1819 г. .
64. Павловское с. : Храм Георгия Победоносца 2004 г. .
65. Павловское с. : Храм святого Иоанна Предтечи 1805 г. .
66. Переборово с. : Никольская церковь с колокольней 1778 г. .
67. Петраково с. : Никольская церковь с колокольней 1829 г. .
68. Погост-Быково с. : Знаменская церковь с колокольней 1777 г. .
69. Подберезье д. : Неизвестная ц XIX в. .
70. Порецкое с. : Преображенская церковь 1795 г. .
71. Раменье д. : Раменский храм .
72. Рожново урочище : Руины неизвестной церкви в урочище Рожново .
73. Романово с. : Богородице-Рождественская церковь 1795 г. .
74. Санино с. : Архитектурный ансамбль Покровской и Николькой церквей с колокольней и оградой .
75. Санино с. : Никольская церковь (холодная) с колокольней конец XVIII века .
76. Санино с. : Покровская церковь (теплая) с оградой 1825 г. .
77. Семеновское-Красное с. : развалины Никольской церковь 1793 г. и остатки колокольни .
78. Семеновское-Советское с. : Козьмодемьянская церковь 1805 г. .
79. Сновицы с. : Свято-Благовещенский храм с колокольней 1805 г.
80. Сновицы с. : Вознесенская церковь 1827 г. .
81. Старое Быково урочище : Покровская церковь 1754 г. .
82. Суворотское с. : Церковь Флора и Лавра с колокольней .
83. Суромна с. : Введенская церковь с колокольней нач. XX века .
84. Суходол с. : церковь Тихвинской иконы Божией Матери 1704, 1825 гг.
85. Теренеево с. : Михаило-Архангельская церковь 1768 г. .
86. Тетерино с. : Никольская церковь XIX в. .
87. Торчино с. : Ансамбль Богоявленской, Никольской церквей и Колокольни XIX в. .
88. Торчино с. : Богоявленская церковь 1835 г. .
89. Торчино с. : Никольская церковь первая четверть XIX в. .
90. Торчино с. : Колокольня XIX в .
91. Туртино с. : Церковь Иоанна Богослова 1820 г. .
92. Улово с. : Ильинская церковь 1796 г. .
93. Федоровское с. : Никольская церковь (холодная) 1802 г. .
94. Федоровское с. : Покровская церковь (теплая) 1864 г. .
95. Хотенское с. : Вознесенская церковь с колокольней 1836 г. .
96. Черниж с. : Никольская церковь с колокольней 1755 г. .
97. Чириково с. : Георгиевская церковь с колокольней 1816 г. .
98. Якиманское с. : Ансамбль церкви Живоносного Источника и Никольской церкви .
99. Якиманское с. : церковь Живоносного Источника 1867 г. .
100. Якиманское с. : Никольская церковь (руины) XIX в. .
101. Янево с. : Ансамбль церкви Казанской иконы Божией Матери и Ильинской церкви XVIII—XIX вв. .
102. Янево с. : церковь Казанской иконы Божией Матери (Казанская ц.) 1781 г. .
103. Янево с. : Ильинская церковь 1844 г. .
104. Яновец с. : Козьмодемьянская церковь 1826 г. .
105. п. Боголюбово Ленина улица 51в корп. Монастырь: Всехсвятская колокольня с надвратной Успенской церковью и Святыми воротами 1841 г.
106. п. Боголюбово Ленина улица 51в корп. Монастырь: Киворий XII в.-XVII в. в честь иконы Владимирской Божией матери .
107. п. Боголюбово Ленина улица : храм «Покрова на Нерли» 1165 г. .
108. п. Боголюбово Ленина улица 48 корп. ДК: церковь Иоакима и Анны 1830—1857 гг.
109. п. Боголюбово Ленина улица 51в корп. Монастырь: Собор Боголюбовской иконы Божией Матери
110. п. Боголюбово Ленина улица 51в корп. Монастырь: Православный Свято-Боголюбовский женский монастырь
111. п. Боголюбово Ленина улица 51в корп. Монастырь: Благовещенская трапезная церковь 1683 г. .
112. п. Боголюбово Ленина улица 51в корп. Монастырь: Богородице-Рождественский собор 1158-XIX в. .
113. Богослово с. : часовня XIX в. при церкви Иоанна Богослова .
114. Велисово д. : часовня Георгия Победоносца нач. XX в. .
115. Вишенки д. : Часовня д. Вишенки .
116. Катраиха д. : Неизвестная часовня нач. XX в. .
117. Песочное д. : часовня Николая Угодника вновь построенная 2004 г. .

## Юрьев-Польский район
1. Афинеево с. : церковь Святой Троицы 2005 г. .
2. Большелучинское с. : Церковь Рождества Пресвятой Богородицы 1861 г. .
3. Большепетровское с. : Петропавловская церковь 1830 г. .
4. Волствиново с. : Вознесенская церковь 1830 г. .
5. Глядково урочище (село) : Церковь Дмитрия Солунского 1826 г. (руины) .
6. Городищи с. : Колокольня Воскресенской церкви 1894 г. .
7. Даниловское урочище : Благовещенская церковь 1764 г. .
8. Елох д. : Церковь Иоанна Богослова 1834 г. .
9. Ильинское с. : Ильинская церковь 1792 г. .
10. Карельская Слободка с. : Ансамбль церквей Дмитрия Солунского и Сергиевской .
11. Карельская Слободка с. : Церковь Дмитрия Солунского (холодная) 1863 г. .
12. Карельская Слободка с. : Сергиевская церковь (теплая) 1881 г. .
13. Косагово с. : Петропавловская церковь 1826 .
14. Косинское с. : Церковь Святого апостола и евангелиста Иоанна Богослова 1810 г. .
15. Краски урочище : Никольская церковь 1815—1821 гг. (руины) .
16. Красное с. : Знаменская церковь 1810 г. .
17. Кубаево с. : Церковь Святых страстотерпцев Бориса и Глеба 1855—1860 гг. .
18. Кузьмадино с. : Церковь Святых бессеребренников Козьмы и Дамиана 1803 г. .
19. Леднево с. : Церковь Святых мучеников и бессребреников Космы и Дамиана 1805 г. .
20. Лучки м. : Церковь Казанской иконы Божией Матери 2005 г. .
21. Лыково с. : Свято-Покровский храм 1823 г. .
22. Малолучинское с. : Всехсвятская церковь 1850 г. .
23. Небылое с. : Свято-Успенский Косьмин мужской монастырь .
24. Небылое с. : Никольская надвратная церковь 1694 г. .
25. Небылое с. : Успенская церковь 1675 г.
26. Небылое с. : Спасская церковь 1666—1675 гг. .
27. Ненашевское с. : Скорбященская церковь 1782 г. .
28. Новое с. : Юрьев-Польский Свято-Никольский женский монастырь .
29. Новое с. : Никольская церковь 1826 г. .
30. Парша с. : Введенская церковь 1802 г. .
31. Подолец с. : Троицкая церковь 1659 г. .
32. Сваино с. : Церковь Иконы Божией Матери «Знамение» 1625—1675 гг. (Скорбященская церковь) .
33. Семьинское с. : Никольская церковь 1825—1832 гг. .
34. Сима с. : церковь Дмитрия Солунского 1775 г.
35. Сорогужино с. : Богородице-Рождественская церковь 1808—1812 гг. .
36. Спасское с. : Преображенская церковь 1766 г. .
37. Федоровское с.(Симский с.о) : Троицкая церковь 1829 г. .
38. Федосьино с. : Богородице-Рождественская церковь 1805 г. .
39. Фроловское с. : Церковь Иоанна Богослова 1838 г. .
40. Юрково д. : Михаило-Архангельская церковь 1835 г. .
41. г. Юрьев-Польский Адреса нет : Церковь Рождества Христова 1700 г. .
42. г. Юрьев-Польский Мая 1-го улица : Георгиевский собор 1230—1234 гг.
43. г. Юрьев-Польский Мая 1-го улица 4 корп. Михайло-Архангельск: Надвратная церковь Иоанна Богослова (1654—1670 гг.)
44. г. Юрьев-Польский Мая 1-го улица 4 корп. Михайло-Архангельск: Георгиевская деревянная церковь (1718)
45. г. Юрьев-Польский Мая 1-го улица 4 корп. Михайло-Архангельск: Михайло-Архангельский собор (1729—1809) с пятью главами
46. г. Юрьев-Польский Мая 1-го улица 4 корп. Михайло-Архангельск: Шатровая колокольня Михайло-Архангельского монастыря (1683 г.)
47. г. Юрьев-Польский Мая 1-го улица 4 корп. Михайло-Архангельск: Церкви Покровская и Никитская XVIII в.
48. г. Юрьев-Польский Мая 1-го улица 4 корп. Михайло-Архангельск: Михайло-Архангельский монастырь XIII в.
49. г. Юрьев-Польский Мая 1-го улица 4 корп. Михайло-Архангельск: Каменная ограда с башнями Михаило-Архангельского монастыря XVI в.
50. г. Юрьев-Польский Музейный переулок : Троицкий Собор построен в 1913 году
51. Андреевское с.(Небыловский с.о.) : Троицкая церковь 1801 г.
52. Ельцы с. : Воскресенская церковь XIX в.
53. Колокольцево с. : Церковь Иоанна Богослова XIX в.
54. Кучки с. : Михаило-Архангельская церковь XVII в.
55. Перемилово с. : Воздвиженская церковь 1776 г.
56. Пречистая Гора с. : Покровская церковь 1869 г.
57. Ратислово с. : Церковь Казанской иконы Божией Матери 1802 г. - утрачена
58. Тума с. : Ризоположенская церковь 1815 г.
59. Чернокулово с. : Покровская церковь 1759 г. - утрачена
60. г. Юрьев-Польский Каланчевский переулок 5 корп. монастырь: Свято-Введенский Никоновский мужской монастырь 1763—1766 гг.
61. г. Юрьев-Польский Покровская улица 3 корп. Покровская церковь: Покровская церковь 1769 г.
62. г. Юрьев-Польский Покровская улица 3 корп. Покровская церковь: Церковь Святого Великомученика Никиты 1796 г.
63. г. Юрьев-Польский Покровская улица 3 корп. Покровская церковь: Колокольня XVIII в.
64. Павловское с. : Часовня Воздвиженья Креста Господня 2006—2007 гг.